# 眠らない大陸クロノス
『眠らない大陸クロノス』（ねむらないたいりくクロノス）は、韓国Lizard社が開発しているMMORPG。日本では株式会社ヴァロフジャパンが配給、運営をしている。
2003年4月25日にアルファテストを開始、同年10月27日に正式サービスを開始。2006年3月14日に基本料金の無料化など大幅なリニューアルが行われた。2007年8月28日にもシステムの大幅リニューアルがなされた。

## ストーリー

### クロノス創造〜タルタノス戦争
はるか昔、クロノス大陸を創造した3人の神がいた。火のラピス、水のエクシリス、雷のコエリス。彼らはその力によって、それぞれ人々に温かな愛を、冷たい理性を、戒めを与え、クロノス大陸を美しく平和に創り上げていった。
しかし転機が訪れる。2000年に一度、時間と空間の門が開かれる日、「ハローデイ」。その開かれた門「ハローゲート」から、異世界の神々、マクアペルやスケイプーといった者達がクロノスの世界にやってきた。始めはクロノス三主神も、クロノスの世界に訪れた異界の神を歓迎した。
しかしマクアペルには、クロノスの世界を我が物にせんという野望があった。マクアペルは異界から持ち込んだ魔石「プリモディウム」の力を使い、クロノスの世界を自己の思い通りに塗り変えようとした。こうしてマクアペルとクロノス三主神との間で激しい戦いが起こる。そしてクロノスの世界で平和に過ごしたいと望んだスケイプーの協力も得て、三主神はマクアペルを封印することに成功した。だが、それと引き換えに三主神はラピスとエクシリスの二人を失う結果となった。
こうして誰しも平和な世が訪れると確信していたが、マクアペルが封印された後には、彼を慕う信望者と、魔石プリモディウムが遺された。そしてそこには、プリモディウムの魔力を研究する教団アクモディウムがあった。教団の五人の指導者「アスモレル」、「ベルキエル」、「タウリエル」、「ジャキエル」、「マタリエル」。彼らは研究を進めたプリモディウムの力を使い、進化し、マクアペルでさえも知らぬ新たな力を得た。そしてその神秘的な力により、封印されたマクアペルをも再びこの世に蘇らせようとした。
これに対し、残された三主神のコエリスのもとに、クロノス大陸の各教団が集結、大陸保護組織「オラクル」を創設する。そして第二次ハローデイによって異界から訪れた、アクモディウムを敵視し、オラクルに協力せんとする「アリエヌス三神」。
これより、アクモディウムとオラクルの間で繰り広げられる、長く激しい戦い「タルタノス戦争」の火蓋が切られた。

### タルタノス戦争終結〜シドスの降臨
207年の周期で五期に亘り続いた「タルタノス戦争」であったが、一進一退の攻防を繰り広げた結果、コエリス教団が勝利を収めた。アクモディウム五将軍は倒され、コエリス教団はアクモディウムの勢力を大陸から一掃することに成功した。それから1000年の間、大陸には平和な時間が流れていた。
だがそこに、新たなる招かれざる者が現れた。「シドス」である。彼が一体何者で、どこから来たかは誰も知らない。ただ彼は崩壊しかけ、地底深くに逃げ込んだアクモディウムを支援し、倒れた五将軍さえも復活させた。そして更にはアクモディウムの悲願であった魔神復活をも企んでいたのだった。
マクアペル復活、そしてそれにより再び混沌へと誘われようとしている世界を救わなければならない。かつて繰り広げられた激しい戦い。その戦火の中で、神々の加護を受け生まれた四つの力、「マジシャン」、「パラディン」、「バルキリー」、「ウォリアー」。異形の怪物が出現し、不穏に包まれる大陸に、再び安穏を取り戻す勇者は現れるのか、そしてそれは一体誰なのか―――――。

## 特徴
主なゲームの特徴は下記の通り。

### 成長武器
成長武器とは、プレイヤーの経験値を一部吸収して武器自身が強くなるシステムである。現在、8種類の成長武器が存在する。成長武器はレベルがあがるにしたがって色が黄色→赤→青→白→紫or水色と変わっていく。
成長武器がLv30に達すると、一度成長が止まる。その際その成長武器と、もう一本の「生贄」となる成長武器とともに「成長の泉」に入れると、完全体となる。Lv35になると、成長武器とプレイヤーが一体化して強力な攻撃を編み出すことが出来る。しかし、完全体への合成に失敗すると生贄となる成長武器だけを残し、もう一本の成長武器は消滅してしまう。
強化成長武器もある。

### エンチャントシステム
ある一定のアイテムには「エンチャントストーン」と呼ばれるアイテムを利用して装備アイテムをより上位のものにすることが出来る。しかし、精錬に失敗するとランクが下がったり、アイテムそのもの自体が消えてしまうので注意が必要。エンチャント確率を上昇させる「オーブ」と呼ばれるアイテムも存在する。

### ユニオンウォー
毎週土曜日に「ユニオンウォー」と呼ばれるいわば陣取り合戦のようなものが行われる。マップの一つであるシティス＝テラのサンツスミコ地域が舞台となり、ギルド5つで結ばれたユニオンが支配ユニオンとその場所をめぐって戦う。勝ったほうのユニオンは、来週土曜日までの全マップでの売り物や、マップ間での移動時の料金などの税金を決めることが出来る。

### ペットシステム
有料アイテムの一つとして、成長武器と同じくプレイヤーの経験値を一部吸収して成長する。最大レベルは50。成長武器と違う点は、1時間おきに食料を与えることが必要になるためにやや手間がかかる。ペットのレベルが高くなると、重量に関係なく最大9個のアイテムボックスができる。現状はドラゴンの姿をした「リトルドラゴン」、豚の姿をした「コブタ」の二種類が実装されている。
2009年のサマーフェスタによりペットが「クラブ」、「ブラッドクラブ」、「？？？」が加わった。
2010年のアドバンスポイントにより「スノーマン」が手に入るようになった。

### マスターシステム
レベルが115に達すると、マスターに転生することが出来る。転生した後はレベル1に戻り、それまでのステータスやスキルポイントは初期化されてしまうが、レベルアップによって得られるステータス、スキルポイントが転生前より多くなる。またレベル116〜125の間に転生した場合は、そのレベルに応じて転生後にボーナスポイントが付与される。またマスター専用の成長武器や防具が用意されている。その他の違いとしては、転生すると盾の使用が不可能になる。

## キャラクター

### マジシャン
第一期タルタノス戦争時に、「アリエヌス三神」の一人「知の神コンシルス」が、魔法を知らぬ人間に自らの血を分け与え、魔法を伝授したのが起源とされている。初めは少数の者達が、伝えられた魔法と魔力を維持するために、純血を保ち続けていた。しかし第二期タルタノス戦争において、より多くの後継者を育成しようと「魔法普及論」が持ち上がる。そして大魔法師「エネンデリック=カノン」によって「カノン魔法学校」が開かれる。現在のマジシャン達は、そこで14年間のカリキュラムを修了した者達である。そこでは、世界に存在するあらゆる魔法を徹底的に学び、歴史、哲学、天文学から芸術まで、幅広く深い知識をも習得する。

### パラディン
第三期タルタノス戦争時に、コエリス教団の英雄であった「ザーカリアス=ラーソン」によって設立された騎士団の兵士。起源は、ラーソンの祖「アモス=ラーソン」。彼はカノンの護衛をしていた戦士で、カノンから戦士のための魔法を伝授された。その五代目の子孫にあたるザーカリアスは、その魔法をより完璧なものにしていた。第三期タルタノス戦争においては、コエリス教団はアクモディウムの猛攻に連敗し、危機に瀕していた。プラトゥニス城の英雄であったザーカリアスは、「魔法を使える戦士」による軍隊を設立し、コエリス教団に加勢した。これに分裂していたコエリス教団は勇気付けられ、再び団結し、戦況は逆転。ザーカリアスの命と引き換えになる形になったが、時のアクモディウムの指導者「タウリエル」を倒し、コエリス教団は勝利した。
味方の体力を回復させる「マイナーヒーリング」、防御力を上昇させる「ホーリーアーマー」、最大HPを増加させる「ライフアップ」、攻撃力、命中率を上昇させる「エンカレイジ」など、パーティスキルを豊富に持つ。そのため、攻撃力を犠牲に防御力、支援スキルを限界まで特化した「支援パラディン」というスタイルをとるプレイヤーも多い。パーティプレイで支援パラディン無しには狩りをすること自体難しい。また逆に攻撃に徹した場合も、侮りがたい能力を発揮する。4種中、最もオーソドックスなキャラクターといえる。

### ヴァルキリー
第一期タルタノス戦争時に、アクモディウム指導者「アスモレル」が封印された地「バルキリー島」。彼らはその島の古くからの住人であったらしいことが分かっている。彼らは太古からクロノスの世界に住んでおり、アクモディウムによるクロノス大陸の支配と、プリモディウムによる魔神マクアペルの復活により、大陸が不安定になることを憂いていた。彼らの血にある使命は、「世界の均衡を保つ」ことであった。第五期タルタノス戦争において、アクモディウムにコエリス教団が倒され、今まさに魔神復活の儀式を執り行おうとしたアクモディウムをバルキリーの集団が襲った。彼らはその俊敏な動きで瞬く間に兵士達を殺害し、プリモディウムを奪取した。そしてバルキリー達は、魔石を溶岩の中に封印したのだった。
伝説に違わぬ強力な攻撃力を持つキャラクター。パーティプレイではバルキリーがメインの火力として参加する形が多い。また、味方の攻撃力を大幅に上昇させるスキルも習得できるため、パーティには欠かせない存在である。手軽に大きな攻撃力が得られる点で、かつては多くのプレイヤー達が、他のキャラクターからバルキリーに乗り換えた時期があった。また命中、回避力ともに極めて高い。弱点としてはHPが極めて低いため、戦闘においてはしばしば即死させられることも。またPvPでは必中であるマジシャンの魔法が最大の脅威となる。

### ウォリアー
起源は第一期タルタノス戦争時にさかのぼる。アクモディウムは、新しく得た力により人体の改造を行っていた。その中で、ひときわ体の大きい試作体が出来上がった。それらは周囲のエネルギーを自らの体内に蓄積させ、強力な物理攻撃を編み出すことが出来た。詳しい経緯は不明だが、アクモディウムはこの試作体を捨ててしまう。「アリエヌス三神」のひとり、「軍神バルデウス」がそれを拾い、自らの血を分け与え、その血と自ら与えた血が融合するまで、周辺の地域に結界を張り、これを守った。それから彼らは600年の間、苛酷な環境で耐え抜き、一族を形成していた。これが「ウォリアー」達であった。第二期タルタノス戦争時、プリモディウムの魔力により張られた結界が破られると、力を蓄えていたウォリアー達は一斉に動き出し、アクモディウムの将兵を襲った。これは、バルデウスがウォリアーの基となった試作体に自らの血を分け与えると同時に、「アクモディウムを敵視するように」と暗示をかけていたからであった。ウォリアーの参戦によりコエリス教団は大いなる力を得ることになる。
敵の攻撃力を下げる「パワーブレイク」、敵の防御力を下げる「シャウトオブアングリー」、気絶させる「スタン」、他にも最大HP、マナ、攻撃スピードを大幅に上昇させるスキル「ライオンハート」や、攻撃力を上昇させるパッシブスキル「スピリットトレイニング」があるなど、戦闘面でのエキスパートと言える。そういったスキルを豊富に持っているため、高レベル向けのエリアでもパーティに依存することなく、全キャラクター中最もソロプレイがやりやすい種族。また単体攻撃では「シャターモンスター」、範囲攻撃では「バーサーカーアタック」があり、いずれも攻撃力が高い。序盤から中盤では、マジシャンやバルキリーに攻撃範囲、攻撃力の面で劣るが、高レベルになるにつれ強さを発揮する。

## 事件

### 『クロの増殖』バグ
2003年12月29日頃から2004年1月11日頃までの間にゲーム内において、クロ（クロノスにおけるゲーム内通貨）が、特定のプロセスによって増殖するというバグが発生した。
2004年1月8日、掲示板からの報告により調査を行い、『クロの増殖』が発生していることを運営チームは確認した。
運営の対応は、プレイヤーに増殖クロの自主返却を呼びかけると共に、クロを増殖させておきながら自主的に名乗り出ない者にはペナルティを課すというものであった。
2004年1月10日、約300人のプレイヤーからクロの一斉回収が行われた。しかし、ただ単にクロを多く所持していただけであったり、誤って増殖したクロを手にしてしまったりなど、不正とは無関係であるがクロが回収されたという苦情があった。
2004年1月18日、約1ヶ月〜2ヵ月程度かかるログデータの調査を行うこと、またその調査結果に基づき、2003年12月29日頃から2004年1月11日頃までの期間に取引をしていないプレイヤーには100％、正常な取引のみを行っていたプレイヤーには30〜50％の回収したクロの返却を行うことを運営は発表した。

### 親日派狩りイベント
2007年2月28日から翌月7日まで、韓国版クロノスにおいて「親日派狩りイベント」を実施した。
ゲーム内のNPCが配布する「親日派名簿」を取得し、そこから召喚された「親日派モンスター」を倒すことで高級アイテム（三一節クラウンアイテム）を獲得するものである。召喚される「親日派モンスター」はちょんまげに羽織袴姿で、手には日本刀を装備した日本古来の武士を模したキャラクターであった。
Lizard社は、「最近、多くの人が三一節を単なる祝日だと考える傾向があることから、今回のイベントを企画した。ゲームの中でも、かつて日本の植民地統治に抵抗して独立を宣言した三一節の意義を改めて思い起こしてほしい。」と述べている。

## その他
- 2006年4月28日にGyaoのテレビ番組にて眠らない大陸クロノスが紹介された。その当時日本韓国ともにたどり着いたものがいない「カノンの図書館」ダンジョンの29F（最上階の一歩手前）を公開した。